# Patrick Vaughan
Patrick G. Vaughan (ur. 1965) – amerykański profesor na Uniwersytecie Jagiellońskim w Krakowie. Jest współtwórcą programu studiów magisterskich Transatlantic Studies (Studia Transatlantyckie) na Uniwersytecie Jagiellońskim.
Mieszka w Krakowie.

## Życiorys
Vaughan urodził się w Seattle w stanie Waszyngton. Ojciec Patricka był członkiem znajdującej się w rankingu krajowym drużyny koszykarskiej Uniwersytetu w Seattle trenowanej przez Ala Brightmana, której liderami byli “Złoci Bliźniacy” – Johnny i Ed O’Brien. Zwycięstwo tej drużyny nad Harlem Globetrotters w 1952 roku zostało nazwane “najbardziej pamiętnym wydarzeniem w historii sportu w Seattle”. Z powodu służby wojskowej, Ojciec Vaughana nie mógł zagrać w tym meczu, o sukcesie dowiedział się przebywając na lotniskowcu na Oceanie Spokojnym. Wujek Patricka, Daniel Vaughan, również służył w marynarce wojennej. W trakcie służby poślubił córkę admirała Cliftona Sprague’a, będącą równocześnie siostrzenicą F. Scotta Fitzgeralda.
Vaughan dzieciństwo spędził w małym miasteczku, którego mieszkańcy trudnili się wydobyciem ropy naftowej: Oildale, w stanie Kalifornia. Już w szkole podstawowej, po lekturze m.in. powieści Srebrny Miecz oraz książki Esther Hautzing Step bez końca (ang. The Endless Steppe) Patrick zainteresował się historią Polski. Nieformalną edukację Vaughan zdobył, słuchając opowieści komentatorów sportowych z Los Angeles – Vina Scully’ego i Chicka Hearna. We wczesnych latach przeszedł również lekcję siły pozytywnego myślenia – grając jako łapacz w Małej Lidze wraz z Patrickiem Lencionim – w późniejszym czasie autorem bestsellerów w Dolinie Krzemowej. Starsza siostra Vaughana nie mogła rywalizować razem ze swoim bratem, gdyż w tym czasie brakowało programów sportowych dla dziewcząt. Z tego powodu stała się ona pionierem zmian w prawie dotyczącym dyskryminacji na podstawie płci (ang: Title IX) i ustanowiła w szkole średniej rekord w skoku dal dziewcząt, niepobity od ponad 40 lat.
W 1980 roku ojciec Vaughana zaczął nową pracę w firmie zajmującej się energią geotermalną na północ od San Francisco. W Santa Rosa, Vaughan został wybrany w ogólnostanowej selekcji do pierwszej z koszykarskich drużyn Trenera Toma Bon Figli’ego – Cardinal Newman.
Później został zwerbowany przez Billa Trumbo oraz grał w lidze letniej dla Steve’a Pattersona – środkowego w UCLA Bruins, następcy Kareema Abdul-Jabbara i poprzednika Billa Waltona. Patterson był zwolennikiem szkoły Johna Woodena – głosił, że warto pamiętać, iż koszykówka w college’u to jedynie cztery lata z życia – lepiej więc umieć robić coś innego.
Patrick Vaughan studiował historię i Business Organization na Uniwersytecie Stanu Kalifornia w Chico. Prowadził popularną poranną audycję we wpływowej stacji radiowej KCSC, wybraną przez Magazyn Spin jako najlepszą alternatywną stację radiową w Stanach Zjednoczonych. KCSC była stacją kablową, co umożliwiało jej tworzenie kreatywnej ramówki, a jednocześnie pozwalało być czymś w rodzaju pośrednika dla mało znanych wówczas zespołów, takich jak The Smashing Pumpkins czy Nirvana, które podróżowały wówczas między Seattle, a San Francisco. Powszechnie uważa się, że Amy Finnerty (prowadząca audycję po Vaughanie) członkini zespołu radia KCSC przekonała władze MTV do emisji clipu Nirvany „Smells Like Teen Spirit”, tym samym przyczyniając się do rozkwitu ery muzyki grunge’owej w latach 90.
Pisarz Matt Olmstead zatrudnił Vaughana do pisania cotygodniowej kolumny dla gazety uniwersyteckiej. Kolumna ta osiągnęła popularność na kampusie i została nagrodzona za znakomitą jakość przez California Intercollegiate Press Association. Po pewnym czasie Olmstead odniósł sukces w Hollywood, jako producent w Skazany na śmierć i Nowojorscy gliniarze. Parokrotnie umieścił też nazwisko Vaughana w swoich scenariuszach. Na przykład w jednym z odcinków detektyw Andy Sipowicz (Dennis Franz) bada incydent w Vaughan Construction, a w innym detektyw Diane Russell (Kim Delaney) agresywnie przesłuchuje podejrzanego o szemrane używanie pseudonimu „Pat Vaughan”.

## Kariera
Vaughan uzyskał tytuł doktora w dziedzinie nowożytnej historii Europy na Uniwersytecie Wirginii Zachodniej. Napisał tam godną uwagi pracę seminaryjną, za którą otrzymał nagrodę John L. Snell Memorial Prize od Southern Historical Association (przyznawaną corocznie za najwybitniejszą oryginalną pracę seminaryjną z historii Europy). Praca ta dotyczyła złożonych aspektów społeczno-politycznych, które doprowadziły do powstania polskiej Solidarności pod koniec lat 70. oraz szczególnej roli doradcy ds. bezpieczeństwa narodowego Zbigniewa Brzezińskiego, który wspierał podziemne ruchy za żelazną kurtyną i pomógł powstrzymać potencjalną radziecką inwazję wojskową na Polskę jesienią 1980 roku.
Praca ta została opublikowana w The Polish Review i spotkała się z zainteresowaniem środowisk poza akademickich. Jan Nowak-Jeziorański, były dyrektor Radia Wolna Europa, pochwalił artykuł w przemówieniu wygłoszonym w Nowym Jorku przed byłymi ambasadorami USA w Polsce z okazji dziesięciolecia upadku muru berlińskiego. Nowak-Jeziorański argumentował, że praca Vaughana wykracza poza popularne medialne narracje i skutecznie opisuje bardziej zniuansowane elementy w Europie Wschodniej, które posłużyły do podważenia siły sowieckiego imperium i pomogły pokojowo zakończyć Zimną Wojnę w 1989 r.
Brzeziński napisał do Vaughana list, w którym zaoferował mu dostęp do swoich osobistych archiwów w Waszyngtonie. „W ciągu weekendu miałem okazję przeczytać artykuł w „The Polish Review” dotyczący mojego zaangażowania w politykę USA wobec Europy Wschodniej” – napisał Brzeziński. „Muszę z całego serca pogratulować Panu tego artykułu. Wykonał Pan naprawdę wspaniałą pracę w ‘rozszyfrowaniu’ moich strategicznych intencji i w analizie taktyki, którą stosowałem, aby osiągnąć moje podstawowe cele”. Kontynuował: „Nie znam pełnego zakresu prowadzonych przez Pana badań i obecnego stanu pańskiej pracy doktorskiej. W zakresie, w jakim koncentruje się ona na mojej działalności publicznej, pozwolę sobie zaoferować Panu specjalny dostęp do moich osobistych archiwów. Byłem pod tak pozytywnym wrażeniem dokładności Pańskich badań i Pańskiej rozsądnej analizy, że byłbym szczęśliwy, mogąc dać Panu również osobisty dostęp do odpowiednich sekcji mojego osobistego dziennika [który do tej pory nie był udostępniany, z wyjątkiem wybiórczego wykorzystania w moich własnych wspomnieniach].”

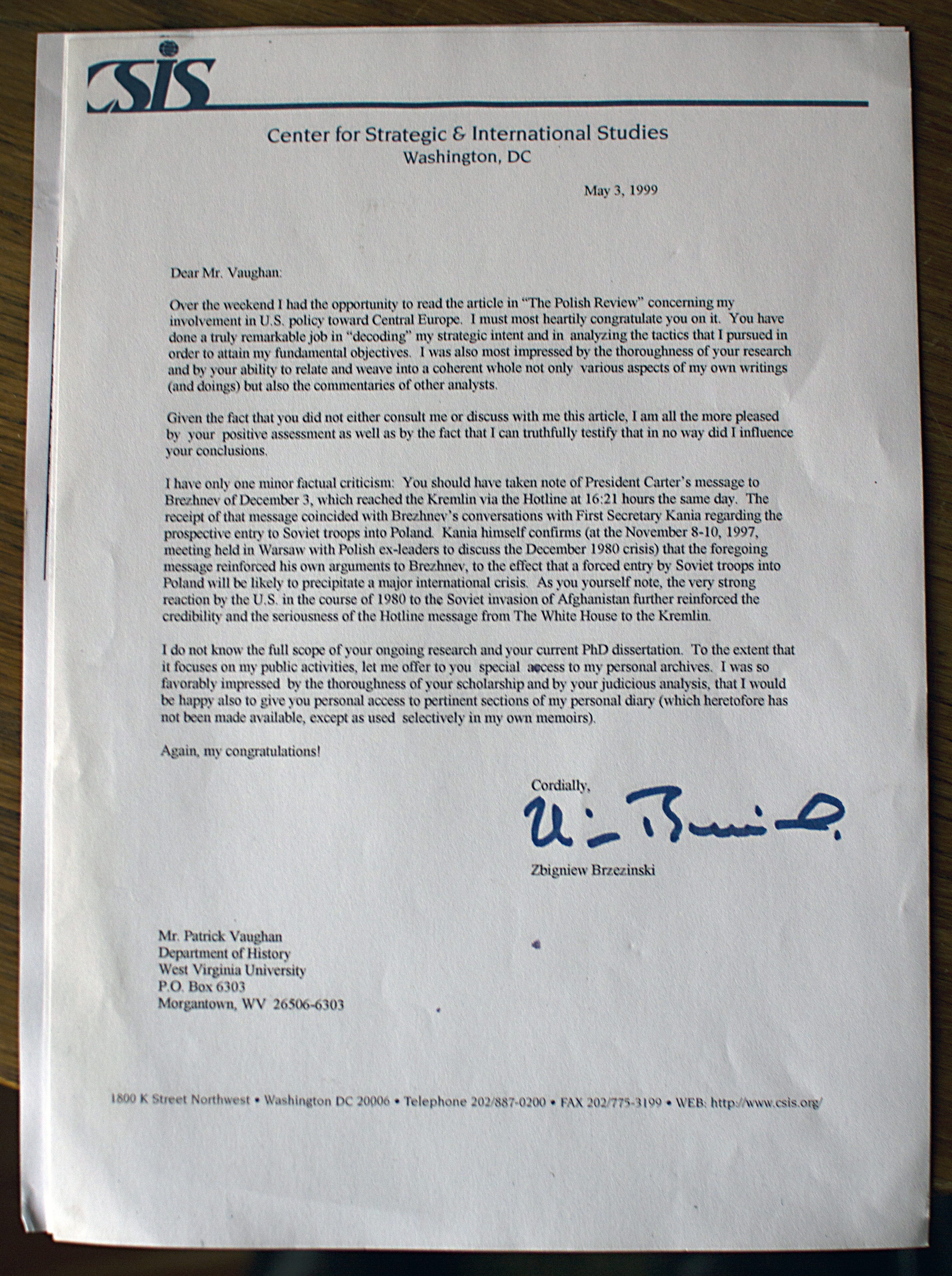
Oryginał listu od Brzezińskiego otrzymanego przez Patricka Vaughana

Rozprawa doktorska Patricka Vaughana została uhonorowana podczas ceremonii na Uniwersytecie Bostońskim, kiedy to Ambasador RP wręczył Vaughanowi Nagrodę im. Kazimierza Moczarskiego. Profesor Thaddeus Gromada, dyrektor Polskiego Instytutu Naukowego w Ameryce, stwierdził w komunikacie prasowym: „Praca Vaughana wniesie istotny wkład do historiografii zimnej wojny poprzez ponowne zdefiniowanie w niej miejsca Brzezińskiego oraz w publicznych i kontrowersyjnych debatach nad kierunkiem polityki zagranicznej USA od lat 50. do dziś.”
W 2010 roku Vaughan napisał fundamentalną biografię Zbigniewa Brzezińskiego, która została nominowana do Nagrody im. Kazimierza Moczarskiego jako wybitna praca z zakresu historii Polski. O książce opowiadał w wywiadach z Michałem Oleszczykiem w Tygodniku Powszechnym i Magdaleną Żakowską w Gazecie Wyborczej.
W 2013 roku Vaughan napisał ważny rozdział do antologii Charlesa Gattiego Zbig: The Strategy of Statecraft of Zbigniew Brzeziński. Wstęp do tej książki napisał Jimmy Carter, a wśród współautorów znaleźli się m.in. felietonista Washington Post David Ignatius i historyk Francis Fukuyama. „Jeden z najbardziej pouczających rozdziałów napisanych przez Patricka Vaughana dotyczy relacji między Brzezińskim a papieżem Janem Pawłem II” – napisał Vladimir Tismaneanu w recenzji książki w londyńskim International Affairs – „Obaj mężczyźni dzielili głęboką miłość do polskiej historii, konsekwentną nieufność wobec komunistycznej dwulicowości i żywe poczucie moralnego obowiązku na rzecz uciśnionych jednostek.”
Vaughan otrzymał stypendium naukowe z Programu Fulbrighta do rozwijania swoich talentów naukowych w Polsce, a następnie przyjął profesurę na Uniwersytecie Jagiellońskim w Krakowie. W 2007 roku Vaughan pomógł założyć program studiów transatlantyckich (Transatlantic Studies) na Uniwersytecie Jagiellońskim – jego zajęcia obejmują historię zimnej wojny, historię stosunków międzynarodowych, literaturę polską i rosyjską oraz science fiction i metaforę społeczno-polityczną.

## Publikacje
- Patrick G. Vaughan, Beyond Benign Neglect: Zbigniew Brzezinski and the Polish Crisis of 1980, „The Polish Review” 1999, nr 1, s. 3–28.
- Patrick Vaughan, Zbigniew Brzeziński i źródła kryzysu transatlantyckiego, [w:] Andrzej Mania, Paweł Laidler (red.), Amerykańska demokracja w XXI wieku, Kraków 2006, Wydawnictwo Uniwersytetu Jagiellońskiego, s. 37–49.